# Christiana macrodon
Christiana macrodon là một loài thực vật có hoa trong họ Cẩm quỳ. Loài này được Toledo mô tả khoa học đầu tiên năm 1952.